# Tromsø IL
Maillots
Le Tromsø Idrettslag, abrégé plus couramment en Tromsø IL, est un club norvégien de football professionnel fondé le 15 septembre 1920 et basé dans la ville de Tromsø.
Le club joue ses matchs à domicile dans le stade de l'Alfheim Stadion, pouvant accueillir environ 7500 spectateurs. Le Tromsø IL a la particularité d'être le club professionnel et de niveau national situé le plus au nord de la planète.

## Histoire
Le club est fondé en 1920 sous le nom « Tromsø Turnforenings Fotballag ». Il se rebaptise Tromsø Idrettslag en 1930, puis Tor en 1931. Cette même année, il remporte son premier trophée d'envergure : la Coupe de Norvège du Nord, une compétition réservée aux clubs du nord du pays, qui ne sont pas autorisés à participer à la Coupe de Norvège. Le club reprend le nom de Tromsø Idrettslag en 1932.
Après la Seconde Guerre mondiale, Tromsø IL remporte deux autres Coupes de Norvège du Nord, en 1949 et 1956. Les clubs du nord du pays sont admis à la Coupe de Norvège à partir de 1963, et la Coupe de Norvège du Nord disparaît en 1969.
Tromsø IL dispute sa première saison en première division en 1986. La même année, il remporte la Coupe de Norvège en battant Lillestrøm en finale sur le score de 4 buts à 1. L'année suivante, pour sa première participation à une compétition européenne, il est éliminé au premier tour de la Coupe d'Europe des vainqueurs de coupe par les Écossais de St. Mirren.
Après avoir été vice-champion en 1990, le club remporte une deuxième Coupe de Norvège en 1996. Relégué en deuxième division en 2001, il retrouve l'élite dès l'année suivante. Après quelques bons résultats (vice-champion en 2011, finaliste de la Coupe en 2012), le club connaît une nouvelle relégation au terme de la saison 2013. Second de la 1. divisjon 2014 il remonte en Tippeligaen après seulement une année en seconde division, et s'y maintient depuis.

## Palmarès et résultats

### Palmarès
- Championnat de Norvège :
  - Vice-champion : 1990 et 2011.

- Championnat de deuxième division (2) :
  - Vainqueur : 2002 et  2020

- Coupe de Norvège (2) :
  - Vainqueur : 1986 et 1996.

- Coupe de Nord-Norge (en) (3)
  - Vainqueur : 1931, 1949, 1956

### Bilan européen
Légende
- Victoire ou qualification pour le tour suivant
- Match nul
- Défaite ou élimination de la compétition

Note : dans les résultats ci-dessous, le score du club est toujours donné en premier.
| Saison    | Compétition      | Tour                | Club                     | Domicile | Extérieur | Total             |
| --------- | ---------------- | ------------------- | ------------------------ | -------- | --------- | ----------------- |
| 1987-1988 | Coupe des coupes | Seizièmes de finale | Saint Mirren FC          | 0 - 0    | 0 - 1     | 0 - 1             |
| 1991-1992 | Coupe UEFA       | Premier tour        | Swarovski Tirol          | 1 - 1    | 1 - 2     | 2 - 3             |
| 1995      | Coupe Intertoto  | Groupe 3            | HB Tórshavn              | 10 - 0   | N/A       | Troisième         |
| 1995      | Coupe Intertoto  | Groupe 3            | FC Aarau                 | N/A      | 2 - 2     | Troisième         |
| 1995      | Coupe Intertoto  | Groupe 3            | Germinal Ekeren          | 0 - 2    | N/A       | Troisième         |
| 1995      | Coupe Intertoto  | Groupe 3            | Universitatea Cluj       | N/A      | 1 - 0     | Troisième         |
| 1997-1998 | Coupe des coupes | Seizièmes de finale | NK Zagreb                | 4 - 2    | 2 - 3     | 6 - 5             |
| 1997-1998 | Coupe des coupes | Huitièmes de finale | Chelsea FC               | 3 - 2    | 1 - 7     | 4 - 9             |
| 2005-2006 | Coupe UEFA       | Deuxième tour Q     | Esbjerg fB               | 0 - 1 ap | 1 - 0     | 1 - 1 (3 - 2 tab) |
| 2005-2006 | Coupe UEFA       | Premier tour        | Galatasaray SK           | 1 - 0    | 1 - 1     | 2 - 1             |
| 2005-2006 | Coupe UEFA       | Groupe E            | AS Rome                  | 1 - 2    | N/A       | Cinquième         |
| 2005-2006 | Coupe UEFA       | Groupe E            | RC Strasbourg            | N/A      | 0 - 2     | Cinquième         |
| 2005-2006 | Coupe UEFA       | Groupe E            | Étoile rouge de Belgrade | 3 - 1    | N/A       | Cinquième         |
| 2005-2006 | Coupe UEFA       | Groupe E            | FC Bâle                  | N/A      | 3 - 4     | Cinquième         |
| 2009-2010 | Ligue Europa     | Deuxième tour Q     | Dinamo Minsk             | 4 - 1    | 0 - 0     | 4 - 1             |
| 2009-2010 | Ligue Europa     | Troisième tour Q    | Slaven Belupo            | 2 - 1    | 2 - 0     | 4 - 1             |
| 2009-2010 | Ligue Europa     | Barrages Q          | Athletic Bilbao          | 1 - 1    | 2 - 3     | 3 - 4             |
| 2011-2012 | Ligue Europa     | Premier tour Q      | Daugava Daugavpils       | 6 - 0    | 3 - 1     | 9 - 1             |
| 2011-2012 | Ligue Europa     | Deuxième tour Q     | Paksi SE                 | 0 - 3    | 1 - 1     | 1 - 4             |
| 2012-2013 | Ligue Europa     | Deuxième tour Q     | Olimpija Ljubljana       | 1 - 0    | 0 - 0     | 1 - 0             |
| 2012-2013 | Ligue Europa     | Troisième tour Q    | Metalurh Donetsk         | 1 - 1    | 1 - 0     | 2 - 1             |
| 2012-2013 | Ligue Europa     | Barrages Q          | Partizan Belgrade        | 3 - 2    | 0 - 1     | 3 - 3E            |
| 2013-2014 | Ligue Europa     | Premier tour Q      | NK Celje                 | 1 - 2    | 2 - 0     | 3 - 2             |
| 2013-2014 | Ligue Europa     | Deuxième tour Q     | Inter Bakou              | 2 - 0    | 0 - 1     | 2 - 1             |
| 2013-2014 | Ligue Europa     | Troisième tour Q    | FC Differdange 03        | 1 - 0    | 0 - 1 ap  | 1 - 1 (4 - 3 tab) |
| 2013-2014 | Ligue Europa     | Barrages Q          | Beşiktaş JK              | 2 - 1    | 0 - 2     | 2 - 3             |
| 2013-2014 | Ligue Europa     | Groupe K            | Tottenham Hotspur        | 0 - 2    | 0 - 3     | Quatrième         |
| 2013-2014 | Ligue Europa     | Groupe K            | Anji Makhatchkala        | 0 - 1    | 0 - 1     | Quatrième         |
| 2013-2014 | Ligue Europa     | Groupe K            | Sheriff Tiraspol         | 1 - 1    | 0 - 2     | Quatrième         |
| 2014-2015 | Ligue Europa     | Premier tour Q      | Santos Tartu             | 6 - 1    | 7 - 0     | 13 - 1            |
| 2014-2015 | Ligue Europa     | Deuxième tour Q     | Víkingur Gøta            | 1 - 2    | 0 - 0     | 1 - 2             |
| 2024-2025 | Ligue Conférence | Deuxième tour Q     | KuPS Kuopio              | 1 - 0    | 1 - 0     | 2 - 0             |
| 2024-2025 | Ligue Conférence | Troisième tour Q    | Kilmarnock FC            | 0 - 1    | 2 - 2     | 2 - 3             |

1. ↑  Malgré sa victoire en barrages, le Beşiktaş est par la suite suspendu de la Ligue Europa pour son implication dans une affaire de matchs truqués en 2011. En conséquence, Tromsø prend sa place lors de la phase de groupes[5].

## Joueurs et personnalités du club

### Entraîneurs
Le tableau suivant présente la liste des entraîneurs du club depuis 1986.
| Rang | Nom               | Période              |
| ---- | ----------------- | -------------------- |
| 1    | Dagfinn Rognmo    | 1986                 |
| 2    | Arne Andreassen   | 1986-1987            |
| 3    | Tommy Svensson    | janv. 1988-déc. 1990 |
| 4    | Bosse Petterson   | janv. 1991-déc. 1991 |
| 5    | Per-Mathias Høgmo | janv. 1992-août 1992 |
| 6    | Arne Andreassen   | 1992                 |
| 7    | Truls Jenssen     | août 1992-déc. 1992  |
| 8    | Harald Aabrekk    | janv. 1993-déc. 1995 |
| 9    | Terje Skarsfjord  | janv. 1996-déc. 1996 |

| Rang | Nom                 | Période               |
| ---- | ------------------- | --------------------- |
| 10   | Håkan Sandberg      | janv. 1997-déc. 1998  |
| 11   | Terje Skarsfjord    | janv. 1999-août 2001  |
| 12   | Tommy Svensson      | août 2001-déc. 2001   |
| 13   | Trond Johansen      | janv. 2002-août 2003  |
| 14   | Terje Skarsfjord    | août 2003-déc. 2003   |
| 15   | Per-Mathias Høgmo   | janv. 2004-déc. 2004  |
| 16   | Otto Ulseth         | janv. 2005-août 2005  |
| 17   | Steinar Nilsen      | août 2005-déc. 2005   |
| 18   | Ivar Morten Normark | janv. 2006-juil. 2006 |

| Rang | Nom                         | Période                 |
| ---- | --------------------------- | ----------------------- |
| 19   | Agnar Christensen (intérim) | juil. 2006-août 2006    |
| 20   | Steinar Nilsen              | août 2006-déc. 2008     |
| 21   | Per-Mathias Høgmo           | janv. 2009-déc. 2012    |
| 22   | Agnar Christensen           | janv. 2013-oct. 2013    |
| 23   | Steinar Nilsen              | oct. 2013-août 2015     |
| 24   | Bård Flovik (intérim)       | août 2015-juin 2017     |
| 25   | Simo Valakari               | juillet 2017-avril 2020 |
| 26   | Gaute Helstrup (en)         | mai 2020-               |

### Effectif actuel (2024)
| N° | Nat.                  | Poste | Nom du joueur                       |
| -- | --------------------- | ----- | ----------------------------------- |
| 1  | Drapeau du Danemark   | G     | Jakob Haugaard                      |
| 3  | Drapeau de la Norvège | D     | Jesper Robertsen                    |
| 4  | Drapeau de la Norvège | D     | Vetle Skjærvik                      |
| 5  | Drapeau de la Norvège | D     | Anders Jenssen                      |
| 6  | Drapeau de la Norvège | M     | Jens Hjertø-Dahl                    |
| 7  | Drapeau du Danemark   | M     | Felix Winther                       |
| 8  | Drapeau de la Norvège | M     | Kent-Are Antonsen                   |
| 9  | Drapeau de la Norvège | A     | Lasse Nordås                        |
| 10 | Drapeau de la Norvège | M     | Jakob Napoleon Romsaas              |
| 11 | Drapeau de la Norvège | M     | Ruben Yttergård Jenssen (capitaine) |
| 12 | Drapeau du Canada     | G     | Simon Thomas                        |
| 14 | Drapeau du Sénégal    | D     | Mamadou Thierno Barry               |
| 15 | Drapeau de la Norvège | A     | Vegard Erlien                       |

| No. | Nat.                   | Position | Nom du joueur       |
| --- | ---------------------- | -------- | ------------------- |
| 16  | Drapeau de la Finlande | D        | Miika Koskela       |
| 17  | Drapeau de la Norvège  | M        | Yaw Paintsil        |
| 18  | Drapeau de la Norvège  | M        | Markus Johnsgård    |
| 21  | Drapeau de la Norvège  | D        | Tobias Guddal       |
| 22  | Drapeau de la Norvège  | M        | Sakarias Opsahl     |
| 23  | Drapeau de la Norvège  | M        | Runar Norheim       |
| 25  | Drapeau de la Norvège  | D        | Lasse Nilsen        |
| 27  | Drapeau du Sénégal     | A        | Yoro Ba             |
| 28  | Drapeau de la France   | D        | Christophe Psyché   |
| 30  | Drapeau de la Norvège  | D        | Isak Vådebu         |
| 41  | Drapeau de la Norvège  | G        | Erik Lennart Willke |
|     | Drapeau de la Norvège  | A        | Elias Aarflot       |

### Anciens joueurs
- Ole Martin Årst
- Jimmy De Wulf
- Tore André Flo
- Ruben Yttergård Jenssen
- Miika Koppinen
- Rune Lange
- Roger Nilsen
- Steinar Nilsen
- Morten Gamst Pedersen
- Tore Reginiussen
- Sigurd Rushfeldt
- Tom Høgli